# Letopis
Letopis (russisch Летопись, Chronik) war eine Petrograder Zeitschrift für Literatur, Wissenschaft und Politik, die vom Dezember 1915 bis Dezember 1917 monatlich in russischer Sprache erschien.
Von ihrem Gründer Maxim Gorki gegen den Ersten Weltkrieg und gegen Nationalismus konzipiert, schwankte die Auflagenhöhe um die 11 000 Exemplare. Herausgeber war der russische Schriftsteller Alexander Nikolajewitsch Tichonow. (1880–1957). Chefredakteur war A. F. Radsischewski.
Die Autoren waren zumeist russische Sozialdemokraten. Für das Blatt schrieben unter anderen der Politiker Julius Martow vom Menschewiki-Flügel der SDAPR, der Theoretische Ökonom Ossip Arkadjewitsch Jermanski, der marxistische Kulturpolitiker Anatoli Lunatscharski, der Historiker Michail Lasarewitsch Weltman, die Statistikerin Marija Natanowna Schmidt-Falkner und die von den Menschewiki zu den Bolschewiki konvertierende Diplomatin Alexandra Kollontai.
Gorki förderte den jungen Isaak Babel, indem er einige seiner Texte zur Veröffentlichung in der Zeitschrift annahm.